# Sam Yorty

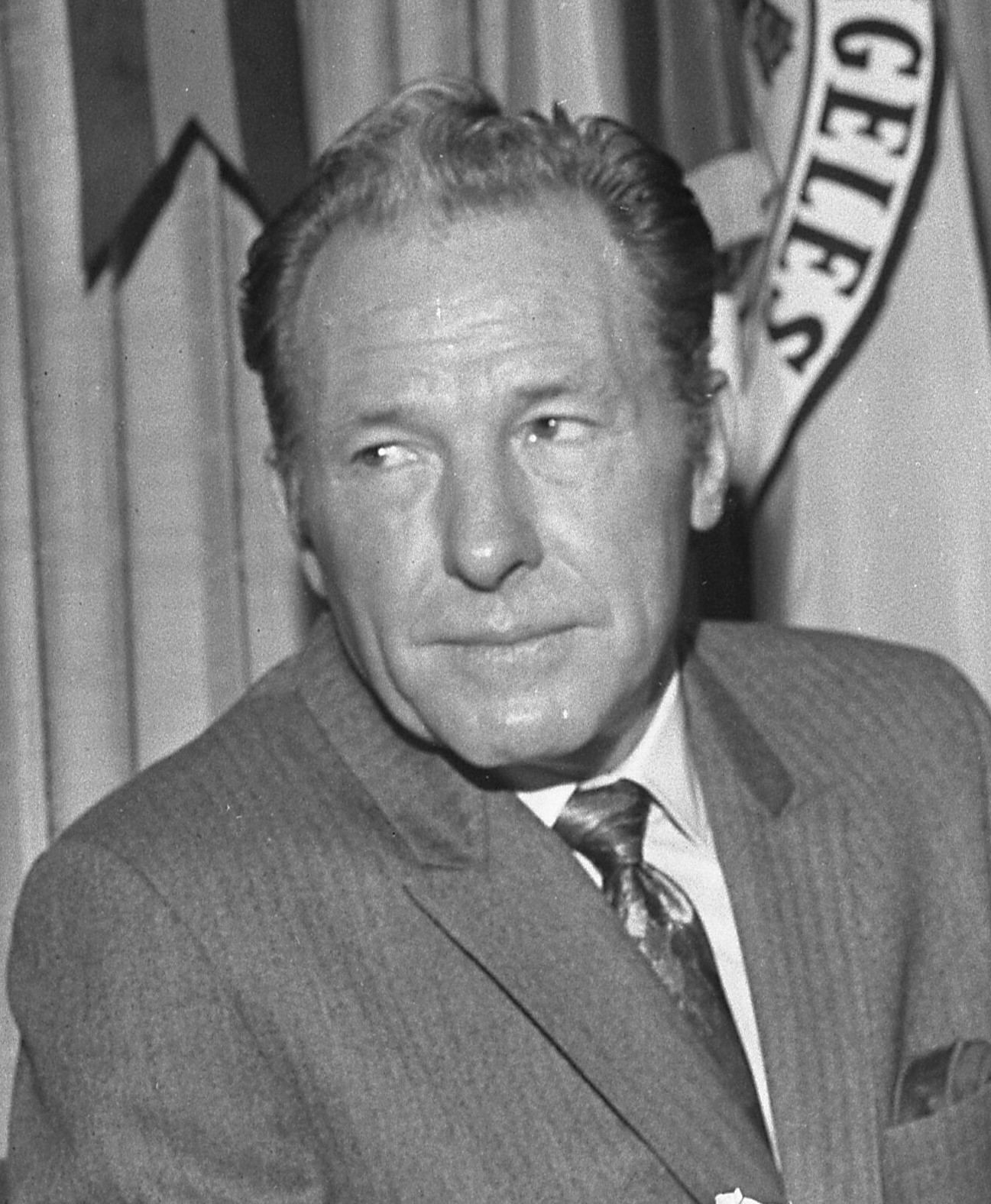
Sam Yorty (1968)

Samuel William „Sam“ Yorty (* 1. Oktober 1909 in Lincoln, Nebraska; † 5. Juni 1998 in Los Angeles, Kalifornien) war ein US-amerikanischer Politiker. Zwischen 1951 und 1955 vertrat er den Bundesstaat Kalifornien im US-Repräsentantenhaus; später wurde er Bürgermeister von Los Angeles.

## Werdegang
Sam Yorty besuchte die öffentlichen Schulen seiner Heimat. Im Jahr 1927 zog er nach Los Angeles, wo er seine Ausbildung fortstetze. Nach einem Jurastudium an der Southwestern University und der La Salle University und seiner 1939 erfolgten Zulassung als Rechtsanwalt begann er in Los Angeles in diesem Beruf zu arbeiten. Gleichzeitig schlug er als Mitglied der Demokratischen Partei eine politische Laufbahn ein. Zwischen 1936 und 1940 saß er als Abgeordneter in der California State Assembly. Während des Zweiten Weltkrieges war er Hauptmann im Fliegerkorps der US Army, wobei er in Neuguinea und auf den Philippinen eingesetzt war. Nach dem Krieg setzte er von 1946 bis 1950 seine Ausbildung mit einem Studium an der University of Southern California fort. In den Jahren 1949 und 1950 war er erneut Abgeordneter im Staatsparlament.
Bei den Kongresswahlen des Jahres 1950 wurde Yorty im 14. Wahlbezirk von Kalifornien in das US-Repräsentantenhaus in Washington, D.C. gewählt, wo er am 3. Januar 1951 die Nachfolge von Helen Gahagan Douglas antrat. Nach einer Wiederwahl konnte er bis zum 3. Januar 1955 zwei Legislaturperioden im Kongress absolvieren. Seit 1953 vertrat er dort den damals neu eingerichteten 26. Distrikt seines Staates. In seine Zeit als Abgeordneter fielen unter anderem der Koreakrieg und der Beginn der Bürgerrechtsbewegung. 1954 verzichtete er auf eine weitere Kandidatur; stattdessen bewarb er sich erfolglos um einen Sitz im US-Senat. Zwei Jahre später strebte er ebenfalls ohne Erfolg die neuerliche Nominierung seiner Partei für die Senatswahlen an.
Bei den Präsidentschaftswahlen von 1960 unterstützte der Demokrat Yorty den Republikaner Richard Nixon gegen den eigenen Kandidaten John F. Kennedy. Das sorgte innerhalb seiner Partei für Verärgerung. 1961 wurde Yorty in einem harten Wahlkampf gegen Norris Poulson zum Bürgermeister von Los Angeles gewählt. Dieses Amt bekleidete er nach mehreren Wiederwahlen bis 1971. In diese Zeit fielen unter anderem einige Unruhen und am 5. Juni 1968 das Attentat auf Robert F. Kennedy. 1970 scheiterte er in den Vorwahlen seiner Partei bei den Wahlen für das Amt des Gouverneurs von Kalifornien. Zwei Jahre später versuchte er ebenso erfolglos die Nominierung seiner Partei als Präsidentschaftskandidat zu erlangen. Danach wechselte er zu den Republikanern.
Nach seiner Zeit als Bürgermeister von Los Angeles praktizierte Yorty wieder als Anwalt. Außerdem war er Gastgeber einer Radio- und Fernsehshow. Im Jahr 1980 strebte er wieder ohne Erfolg die Nominierung für die Wahlen zum US-Senat an; 1981 scheiterte eine erneute Kandidatur als Bürgermeister von Los Angeles. Er starb am 5. Juli 1998 in Los Angeles.